# Congaree River
Der Congaree River ist der 82 km lange rechte Quellfluss des Santee River zentral im US-Bundesstaat South Carolina.
Der Fluss wurde nach den amerikanischen Ureinwohnern des Volkes der Congaree benannt, die früher an ihm lebten.

## Verlauf

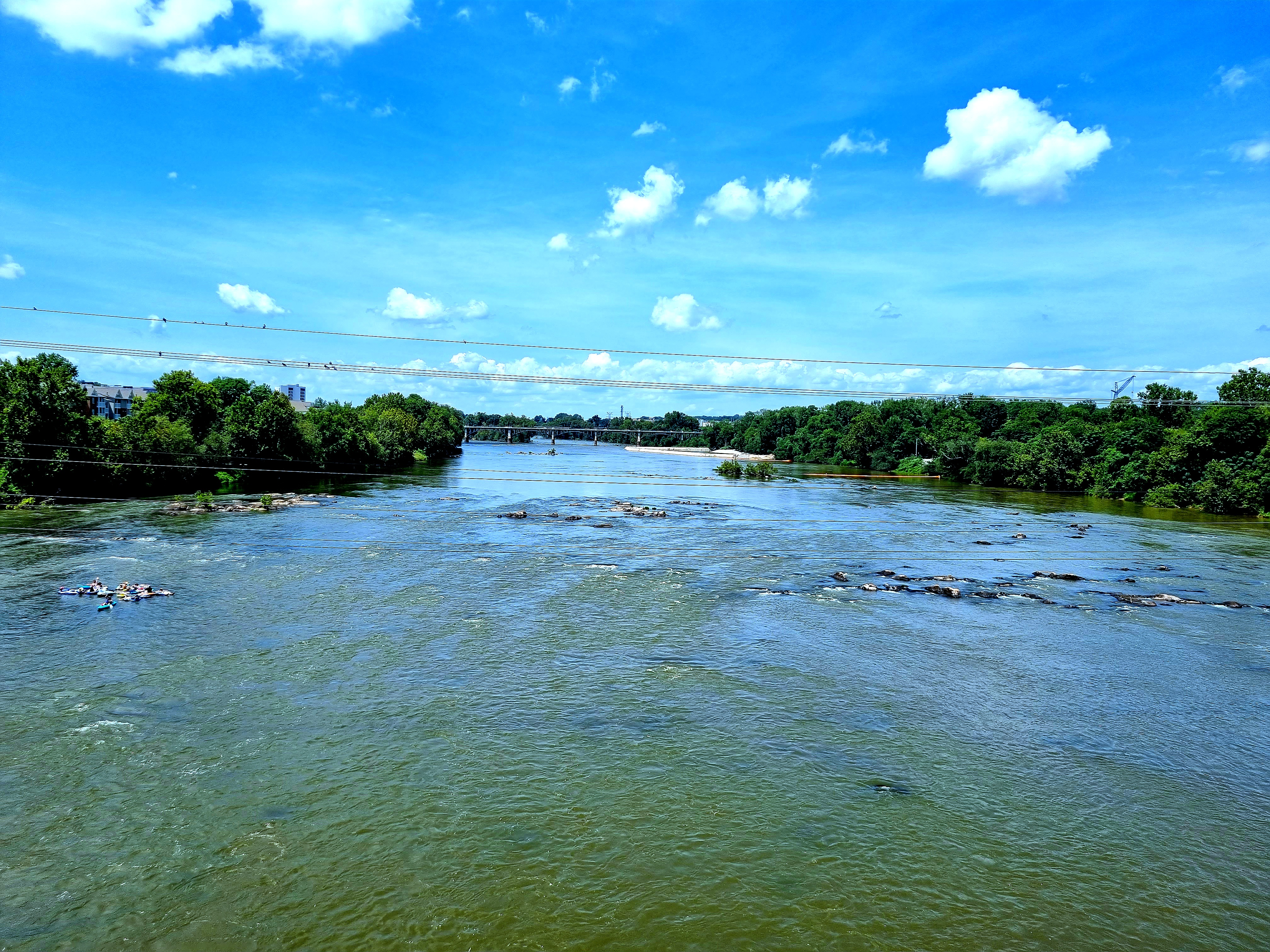
Congaree River bei Columbia, Blick von der Blossom Bridge (U.S. Highway 321)

Der Congaree River entsteht in Columbia durch den Zusammenfluss von Saluda River und Broad River in der Nähe der Piedmont Fall Line. Er bildet einen Teil der Grenze zwischen den Countys Richland, Calhoun und Lexington. Die einzigen Städte in der Nähe des Flusses sind Columbia im Osten sowie Cayce und West Columbia im Westen.
Der Fluss vereinigt sich mit dem Wateree River nördlich des Lake Marion zum Santee River.

## Hydrometrie
In Columbia befindet sich der Abflusspegel 02169500 (⊙). Der gemessene mittlere Abfluss (MQ) an dieser Stelle beträgt 244 m³/s. Das zugehörige Einzugsgebiet beträgt 20.323 km².
Im folgenden Schaubild werden die mittleren monatlichen Abflüsse des Congaree River am Pegel 02169500 für den Messzeitraum 1939–2022 in m³/s dargestellt.

## Nationalpark
Der Congaree-Nationalpark, eine der wichtigsten Freizeitattraktionen des Flusses, befindet sich etwa auf halber Strecke des Flusslaufs. Der 90 km² große Park beherbergt einige der letzten verbliebenen alten Hartholzwälder Nordamerikas. Zu den Freizeitmöglichkeiten gehören Wandern, Radfahren, Vogelbeobachtung, botanische Interessen und Kanufahren.